# 군현제

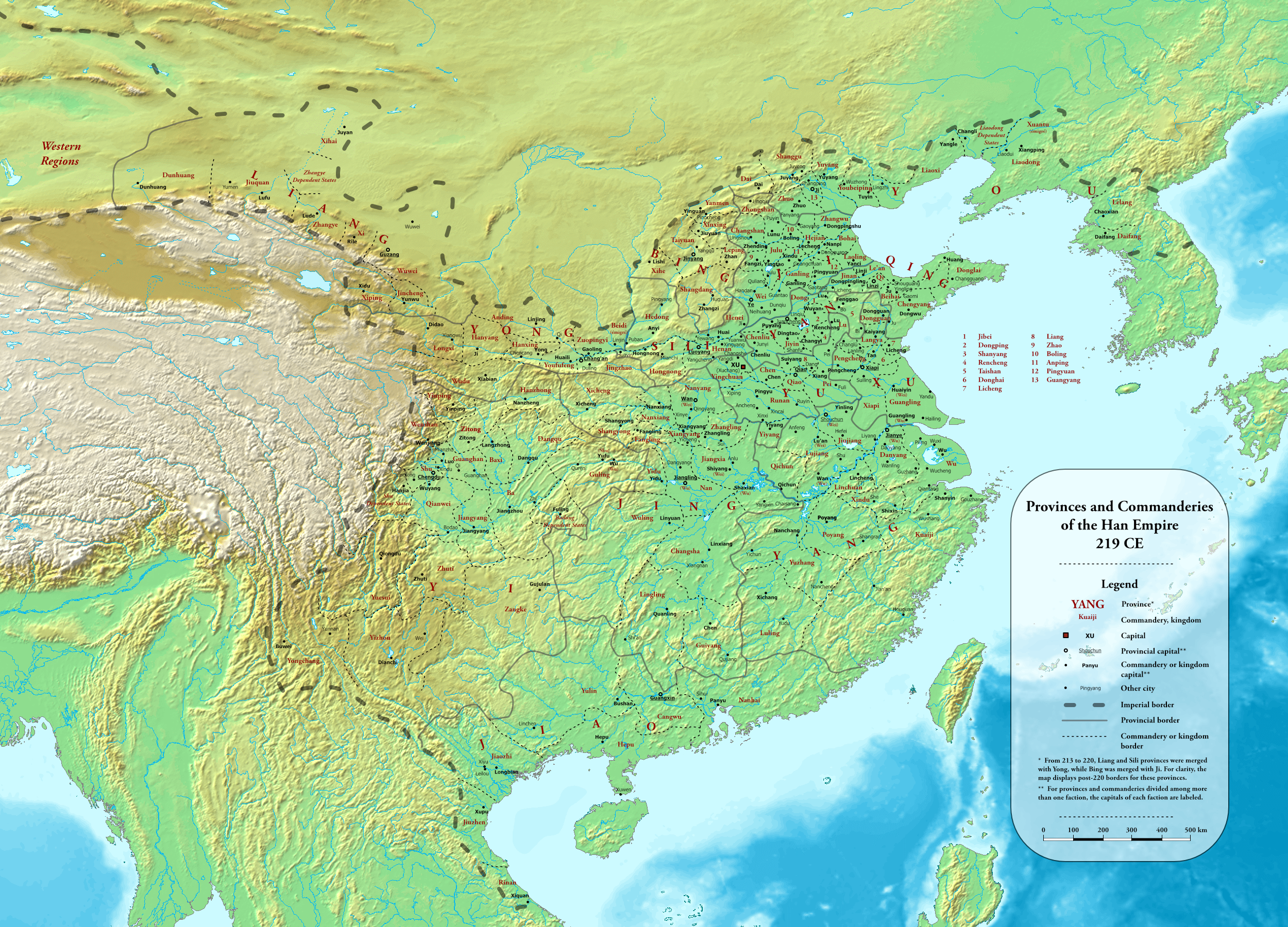
후한의 군현 (219년, 후한 헌제가 조비에게 선양하기 직전)

군현제(郡縣制)는 중국 진나라 때 실시된 지방 행정 제도로 지방을 군(郡)과 현(縣)으로 나눠 황제가 임명한 관리를 통해 다스리는 제도이다. 이후 중앙집권적인 통치 제도의 대표적인 제도로 널리 알려졌다. 원칙적으로 군과 현이라는 지방 행정 구역이 설치된 제도를 일컫는 말이지만, 꼭 군, 현이 아니더라도 황제가 직접 관리를 임명하여 지방을 일원적으로 다스리는 제도를 대표하는 용어이다.

## 개요
군현제는 고대 주나라의 봉건제도에 대비되는 강력한 중앙집권적인 지방 통치 제도다. 광역 행정 구역으로 군,  하위 행정 구역으로 현을 설치하고 중앙 정부에서 직접 파견한 행정관이 이를 다스리는 형태다. 기존 봉건제가 수도 인근을 제외한 지방을 친족이나 공신에게 분봉하여 통치하도록 하고 그 통치권을 세습할 수 있도록 하였기 때문에 분봉된 통치자들을 중앙 정부가 통제하기 어려웠던 것과 다르게 군현제는 세습을 금지하고 행정관의 임기를 정하는 등 방법을 통해 지방을 모두 중앙 정부에서 통제할 수 있었다.
춘추전국시대부터 초기 군현제가 나타났으며 진시황이 중국을 통일한 뒤 전국적으로 실시하였다. 전국에 36개의 군을 설치하고 각 군에 수(守, 군수)와 위(尉), 감(監)을 임명하였으며,  군 아래에 현을 두고 현령(縣令)을 파견하였다. 이러한 행정관은 모두 황제가 직접 임명하였다.

## 역사
주나라 때에는 현이 군보다 컸다. 춘추시대에는 제후국들이 관리를 강화하기 위하여 현을 설치하고 세습되지 않는 지방관원을 직접 임명하였다. 이후 진나라는 군을 설치하였다. 군주가 지방 관직을 임명하고 면직하는 이 제도는 분산된 권력을 층층이 중앙으로 집중시켜, 분봉(分封)제의 분열을 방지하였다. 전국시대에 이르러 이 제도는 전국칠웅(戰國七雄)에게 채용되었다.
현 제도는 초나라에서 기원하여, 진나라에서 중국 역사상 최초로 지배 지역 전역에 걸쳐 군현제를 실시하였다고 한다. 진시황은 천하를 통일한 후, 많은 대신(大臣)들이 실행하고 있던 분봉제(分封制)를, 이사를 통해 군현제(郡縣)로 바꾸었다. 한(漢) 대 초기에는 군현제와 봉건제가 혼합된 군국제를 실시하였으나 한무제 시기에 이르면 분봉제가 사실상 유명무실화되고 확고한 군현제가 자리잡게 된다.
당(唐) 대의 유종원은 《봉건론》(封建論)을 지어 논설하였으며, 중국의 봉건제도가 백해무익하며, 군현제가 우월하다고 주장하였다.

## 같이 보기
- 중국의 봉건제도
- 군국제